# ناتالكا سنيادانكو
ناتالكا فولوديميريفنا سنيادانكو (بالإنجليزية: Natalka Volodymyrivna Sniadanko)‏ وبالأوكرانية (Наталка Володимирівна Сняданко)، كاتبة أوكرانية، صحافية ومترجمة. ربحت جائزة جوزيف كونراد كورزينيوسكي للأدب في سنة 2011.
ولدت ناتالكا سنيادانكو بمدينة لفيف بأوكرانيا، وهي المدينة التي تقيم بها حاليا والتي عاشت بها أغلب حياتها. درست اللغة الأوكرانية والأدب بجامعة لفيف، وأيضا درست الدراسات السلافية وعصر النهضة بجامعة فرايبورغ.
كانت روايتها الأولى باسم مجموعة من المشاعر (Колекція пристрастей)، نشرت في سنة 2001. حيث كتبت سبع روايات، من بينها رواية «لا يرغب فراو مولر في دفع المزيد» (Frau Müller Does Not Wish to Pay More) التي تم ترشيحها لجائزة بي بي سي أوكرانيا لكتاب العام. أعمال ناتالكا سنيادانكو تم ترجمتها إلى إحدى عشر لغة من بينها، الإنجليزية، الإسبانية، الألمانية، البولندية، المجرية، التشيكية، والروسية.
وهي كذلك تترجم الروايات والمسرحيات من الألمانية والبولندية إلى الأوكرانية،  بحيث قامت بترجمة أعمال لكتاب مثل فرانس كافكا، ماكس غولدت، غونتر غراس، زبيغنيو هربرت، تشيسلاف ميلوش.
وفي عملها كصحافية، إشتغلت كمحررة مع صحيفة زود دويتشه تسايتونج الألمانية، وأيضا كمترجمة لجرائد ومجلات عالمية عالمية مثل نيويورك تايمز، الغارديان، ذا نيو ريببلك، وبروكلين رايل (منشور ومنصة للفنون والثقافة والعلوم الإنسانية والسياسة، بالولايات المتحدة). في مجلة ذا نيو ريببلك كتبت ناتالكا حول الميدان الأوروبي، وميدان الإستقلال (بكييف).
ناتالكا سنيادانكو ظهرت أيضا في البرنامج الوثائقي أسطورة غاليسيا - البحث عن الهوية الأوكرانية (Mythos Galizien - Die Suche nach der ukrainischen Identität).

## أعمال بارزة
- مجموعة من المشاعر (Колекція пристрастей (2001
- البيع الموسمي للشقراوات (2005) Сезонний позпродаж блондинок
- متلازمة العقم (2006) Синдром стерильності
- الزعتر في الحليب (2007) Чебрець у молоці
- بنجي الحشرات (Комашина тарзанка (2009
- عشبة العشاق (2011) Гербарій коханців
- لا يرغب فراو مولر في دفع المزيد (Фрау Мюллер не налаштована платити більше (2013
- دفاتر التمارين العادية للأرشيدوق فيلهلم (Охайні прописи ерцгерцога Вільгельма (2017
- أول تحقيق للإمبراطورة (2021) Перше слідство імператриці